# Wereld in Oorlog
Wereld in Oorlog was een populairwetenschappelijk historisch tijdschrift over de beide wereldoorlogen. Het bevatte artikelen, documenten, fotocollecties, boekbesprekingen en columns. Ook bevatte het blad actuele informatie over tentoonstellingen, manifestaties en andere gebeurtenissen die gerelateerd zijn aan de Eerste Wereldoorlog en de Tweede Wereldoorlog. Wereld in Oorlog verscheen tweemaandelijks en werd verstuurd naar abonnees in Nederland en Vlaanderen.

## Geschiedenis
Wereld in Oorlog werd in 2007 opgericht door Hans van Maar. In april van dat jaar verscheen het eerste exemplaar, een pilotnummer. Omdat er belangstelling voor bleek te bestaan, werd besloten het blad zesmaal per jaar te doen verschijnen. Het blad eindigde in maart 2017 bij nummer 50. De laatste jaren waren in toenemende mate moeilijk voor het blad. Terwijl aan de onderkant het abonneebestand afkalfde lukte het niet om aan de bovenkant voldoende nieuwe aanwas te vinden. De uitgaven voor drukwerk en verspreiding overstegen gaandeweg de abonnementsgelden. Het twitteraccount @WereldinOorlog, de website www.wereldinoorlog.com en de onafhankelijke LinkedIn pagina blijven (voorlopig) voortbestaan.

## Inhoud
In Wereld in Oorlog verschenen uiteenlopende artikelen over beide wereldoorlogen. Daarbij ging het om zowel onderwerpen op het terrein van de militaire geschiedenis als persoonlijke verhalen. Ook werden regelmatig interviews opgenomen. Verder kende het tijdschrift een aantal vaste rubrieken en waren er uitgebreide boekrecensies. Tot en met aflevering 31 schreef auteur Tomas Ross de rubriek 'Oorlogsmysteries'. Vanaf nummer 32 verzorgde NRC-journalist Henk Hofland de rubriek 'Hoflands Oorlog'. Hierin verwerkte hij zijn herinneringen aan Rotterdam tijdens en na de Tweede Wereldoorlog.
De Stichting Informatie Wereldoorlog Twee (STIWOT) leverde regelmatig artikelen.

## Redactie en blad
De omvang van het blad bedroeg 52 pagina's in kleur. Het paginaformaat was A4 (210 x 297 mm). Het ISSN-nummer is 1878-3481. De ondertitel van het tijdschrift luidde: Wereldoorlog 1 en 2 in woord en beeld.
De auteurs die een bijdrage aan Wereld in Oorlog leverden hadden, of hebben nog steeds, veelal een journalistieke en historisch-wetenschappelijke achtergrond. Ook waren er een aantal deskundigen en verzamelaars die aan het tijdschrift bijdragen leverden.